# Bracon exspectator
Bracon exspectator är en stekelart som beskrevs av Fabricius 1804. Bracon exspectator ingår i släktet Bracon och familjen bracksteklar. Inga underarter finns listade.